# Nadumce
Nadumce (cyr. Надумце) – wieś w Serbii, w okręgu raskim, w gminie Tutin. W 2011 roku liczyła 257 mieszkańców.